# Eric Springer
Eric-Russell Springer (né le 27 janvier 1989 à Wrightstown  dans le Wisconsin (États-Unis) est un joueur américain de hockey sur glace.

## Biographie
Springer débute le hockey dans le Nord des États-Unis. Sa carrière junior commence en 2008 alors qu'il joue sous les couleurs du Stampede de Sioux Falls de la United States Hockey League. Après une saison réussie il est désigné dans la deuxième équipe des étoiles et rejoint avec les Badgers du Wisconsin dans son état natal. Il passe quatre années dans les rangs universitaires, ponctuées de deux désignations dans l'équipe académique de la Western Collegiate Hockey Association. Ce bon parcours universitaire lui ouvre alors les portes de l'ECHL. Il joue cinq saisons pour 175 matchs au troisième échelon américain. La dernière saison est plus difficile et après quelques matchs en SPHL, Springer tente l'aventure européenne en s'engageant en Belgique chez les Chiefs de Louvain. Après une bonne saison en BeNe League, il signe avec les Spartiates de Marseille de la Division 1, le second échelon français. En 2021, il rejoint les Chevalier du lac d'Annecy en Division 2.

## Statistiques en club
| Saison    | Équipe                     | Ligue       |    | Saison régulière | Saison régulière | Saison régulière | Saison régulière | Saison régulière |   | Séries éliminatoires | Séries éliminatoires | Séries éliminatoires | Séries éliminatoires | Séries éliminatoires |
| Saison    | Équipe                     | Ligue       | PJ | B                | A                | Pts              | Pun              | PJ               | B | A                    | Pts                  | Pun                  |                      |                      |
| 2007-2008 | Stampede de Sioux Falls    | USHL        | 60 | 8                | 23               | 31               | 94               | 3                | 1 | 2                    | 3                    | 2                    |                      |                      |
| 2008-2009 | Badgers du Wisconsin       | NCAA        | 19 | 1                | 2                | 3                | 16               | -                | - | -                    | -                    | -                    |                      |                      |
| 2009-2010 | Badgers du Wisconsin       | NCAA        | 2  | 0                | 0                | 0                | 2                | -                | - | -                    | -                    | -                    |                      |                      |
| 2010-2011 | Badgers du Wisconsin       | NCAA        | 28 | 0                | 2                | 2-               | 16               | -                | - | -                    | -                    | -                    |                      |                      |
| 2011-2012 | Badgers du Wisconsin       | NCAA        | 35 | 1                | 4                | 5                | 32               | -                | - | -                    | -                    | -                    |                      |                      |
| 2012-2013 | Reign d'Ontario            | ECHL        | 28 | 0                | 1                | 1                | 31               | 2                | 0 | 0                    | 0                    | 0                    |                      |                      |
| 2013-2014 | Reign d'Ontario            | ECHL        | 32 | 1                | 8                | 9                | 22               | -                | - | -                    | -                    | -                    |                      |                      |
| 2013-2014 | Gladiators de Gwinnett     | ECHL        | 25 | 2                | 13               | 15               | 4                | -                | - | -                    | -                    | -                    |                      |                      |
| 2014-2015 | Gladiators de Gwinnett     | ECHL        | 35 | 1                | 7                | 8                | 15               | -                | - | -                    | -                    | -                    |                      |                      |
| 2015-2016 | Thunder de Wichita         | ECHL        | 46 | 1                | 12               | 13               | 40               | -                | - | -                    | -                    | -                    |                      |                      |
| 2016-2017 | Grizzlies de l'Utah        | ECHL        | 3  | 0                | 0                | 0                | 0                | -                | - | -                    | -                    | -                    |                      |                      |
| 2016-2017 | Steelheads de l'Idaho      | ECHL        | 4  | 0                | 0                | 0                | 0                | -                | - | -                    | -                    | -                    |                      |                      |
| 2016-2017 | FireAntz de Fayetteville   | SPHL        | 8  | 1                | 2                | 3                | 2                | -                | - | -                    | -                    | -                    |                      |                      |
| 2017-2018 | Chiefs de Louvain          | BeNe League | 23 | 11               | 19               | 30               | 44               | 2                | 2 | 0                    | 2                    | 0                    |                      |                      |
| 2018-2019 | Spartiates de Marseille    | Division 1  | 26 | 4                | 6                | 10               | 101              | 5                | 3 | 0                    | 3                    | 12                   |                      |                      |
| 2019-2020 | Spartiates de Marseille    | Division 1  | 24 | 1                | 10               | 11               | 66               | -                | - | -                    | -                    | -                    |                      |                      |
| 2021-2022 | Chevaliers du lac d'Annecy | Division 2  | 15 | 1                | 5                | 6                | 59               | 7                | 2 | 5                    | 7                    | 14                   |                      |                      |
| 2022-2023 | Chevaliers du lac d'Annecy | Division 2  | 9  | 3                | 3                | 6                | 10               | 4                | 0 | 2                    | 2                    | 4                    |                      |                      |